# Thrakien-Pogrom 1934
Das Thrakien-Pogrom 1934, in der Türkei oft verharmlosend als „Ereignisse von Thrakien“ (türkisch Trakya Olayları) bezeichnet, fand zwischen dem 21. Juni und dem 4. Juli 1934 in Ostthrakien statt, welches seit 1923 zur Türkei gehört. Der Angriff moslemischer Bevölkerungsteile richtete sich gegen die dort ansässige jüdische Minderheit und war antisemitisch motiviert. Man schätzt die Zahl der Vertriebenen auf bis zu 10.000 Menschen; offizielle türkische Angaben behaupten 3.000 Vertriebene.

## Verlauf
Fast zeitgleich griffen Ende Juni 1934 türkische Nationalisten die Juden der Hafenstadt Çanakkale in der Dardanellenregion sowie in den thrakischen Städten Edirne, Uzunköprü, Kırklareli, Keşan, Lüleburgaz und Silivri an; außerdem gab es antijüdische Demonstrationen. Örtliche Behörden wiesen die Juden an, binnen weniger Tage ihre Geschäfte abzuwickeln und ihre Unterkünfte zu verlassen, was auch geschah. Viele ließen ihren Besitz zurück oder mussten ihn zu Schleuderpreisen an einheimische Türken verkaufen; einige konnten ihre bewegliche Habe mitnehmen. In den Städten Edirne (mit seiner Gemeinde von 7.000 Juden) und Kırklareli waren die anti-jüdischen Ausschreitungen pogromartig. In Kırklareli kam es Anfang Juli 1934 zu systematischen Plünderungen, Raub und Vergewaltigungen. Die jüdischen Einwohner wurden misshandelt und verwundet. Getötet wurden sie nicht, was in der Forschung auf eine Anweisung „von oben“ zurückgeführt wird. In Edirne blieb das jüdische Viertel tagelang unter Kontrolle marodierender türkischer Nationalisten. Juden flohen aus diesen Städten sowie aus Tekirdağ, Keşan, Çorlu und Babaeski für immer aus ihrer angestammten Heimat. Auch wurden Geschäfte und Häuser jüdischer Eigentümer beschädigt oder zerstört.

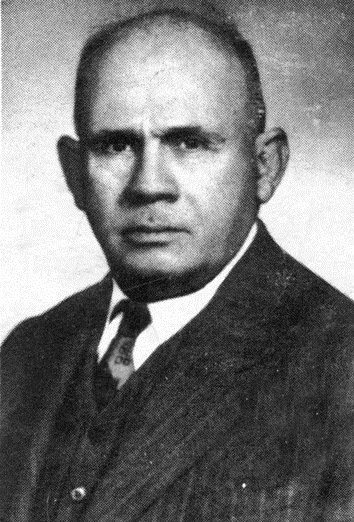
Cevat Rıfat Atilhan, Exekutivdirektor des Kongresses Islamischer Staaten (Vorgängerorganisation der Organisation für Islamische Zusammenarbeit)

## Kontroverse über den Auslöser
Auslöser der Pogrome sollen eine antisemitische Hetzschrift von Nihal Atsız in der Ausgabe 7 seiner Zeitschrift Orhun 1934 und von Cevat Rıfat Atilhan in der Zeitschrift Milli İnkılap gewesen sein, eine These, die Anfang der 1990er Jahre auch von dem israelischen Publizisten Avner Levi vertreten worden war.

Pekesen hält dem aber entgegen: Auch wenn Levi habe nachweisen können, „dass die von Cevat Rıfat […] herausgegebene antisemitische Zeitschrift Millî İnkılâp (Nationale Revolution) von dem NS-Verleger Julius Streicher subventioniert und nach dem Vorbild des NS-Blattes Stürmer konzipiert worden war“, sei die „Schlussfolgerung, erst die permanente Hetze gegen das Judentum in dem Blatt  Millî İnkılâp hätten die antisemitischen Übergriffe ausgelöst“ zu simplifizierend. Das ergebe sich aus neueren Untersuchungen, die hätten zeigen können, dass die geringe Rezeption der Zeitschrift „eine Initialzündung der Pogrome durch die Millî İnkılâp“ ausschließe. Die Ergebnisse ihrer eigenen Studie vorwegnehmend, kommt Pekesen zu dem Schluss: 

„Wie in der vorliegenden Untersuchung nachgewiesen werden konnte, ist die von Avner Levi postulierte Rolle Atilhans bei den Ausschreitungen zumindest zu relativieren. Aus einem der protokollierten Unterredungen Atilhans mit der Deutschen Botschaft geht beispielsweise hervor, dass Atilhan unmittelbar nach den ‚thrakisehen Ereignissen‘ tatsächlich um finanzielle Unterstützung bei den deutschen Stellen gesucht hat, jedoch nicht erfolgreich war. Dem deutschen Botschafter Frederic von Rosenberg erschien die finanzielle Unterstützung Atilhans nicht opportun und er riet auch den anderen deutschen Stellen dezidiert davon ab. Es müsse unbedingt die notwendige Zurückhaltung in innertürkischen Vorgängen gewahrt werden. Weitaus interessanter ist dabei der Hinweis, den von Rosenberg Atilhan entlockte. Dieser gab nämlich zu Protokoll, dass ‚gewisse staatliche Kreise‘ es ihm ermöglicht hätten, die aktuelle Ausgabe seiner Zeitschrift vor dem anstehenden Verbot noch rechtzeitig auszuliefern. Es kann angenommen werden, dass diese ‚Kreise ein gewisses Interesse daran hatten, es so aussehen zu lassen, als sei der Pogrom in Thrakien und an der Agäis von panturkistisch-antisemitischen Personen provoziert worden […].“

 In ähnlicher Weise relativiert Pekesen auch den Einfluss von Nihal Atsız und plädiert stattdessen dafür, „die Rahmenbedingungen der antijüdischen Exzesse in den historischen und politischen Entwicklungen der Türkei selbst zu suchen“. Auch Corry Guttstadt sieht den Auslöser für die Pogrome in Thrakien nicht in einem „importierten Antisemitismus“, sondern macht geltend, dass „der fast gleichzeitige Beginn der antijüdischen Aktionen in ganz Thrakien auf eine zentrale Organisierung“ in Verbindung mit einem „in der Türkei verbreiteten antijüdischen Stereotyp“ hinweise, und begünstigt worden sei durch die „ambivalente Haltung der türkischen Regierung, Ausschreitungen gegen Juden wortreich zu verurteilen, gleichzeitig jedoch antijüdische Maßnahmen zu dulden oder unter der Hand selbst anzuregen“. Wie sehr die türkische Regierung in das Thrakien-Pogrom verstrickt war, ergibt sich auch aus der Korrespondenz des britischen Botschafters Percy Loraine: „(....) entgegen allen Erklärungen Ismet Inönüs und des Innenministeriums hat unser Handelsattaché aus einer vertrauenswürdigen Quelle erfahren, daß die türkische Regierung vor einiger Zeit den Beschluss gefasst hat, Thrazien von dem jüdischen Element zu reinigen“. Görgü bringt die Ausschreitungen in Zusammenhang mit den türkischen „Maßnahmen zur militärischen Befestigung Thraziens angesichts der Aufrüstung Italiens. Dabei galten die Juden als ‚unzuverlässig‘. Laut Artikel neun des İskân Kanunu sollten ‚diejenigen, von denen man vermuten könnte sie würden für Spionage betreiben, aus den Grenzgebieten entfernt werden‘.“ Hatice Bayraktar verweist in dem Zusammenhang auf einen „annähernd 100 Seiten umfassenden, auf Mitte Juni 1934 und damit nur wenige Tage vor den Ausbruch der Unruhen datierten Bericht, der von İbrahim Tali, dem damaligen Generalinspektor für Thrakien und Çanakkale und damit höchsten Regierungsvertreter dort, verfasst worden war. Tali, der seit 1916/17 persönlich mit Staatspräsident Mustafa Kemal Atatürk bekannt und mit umfassenden Machtbefugnissen über alle zivilen und militärischen Kräfte in seinem Amtsbereich ausgestattet war, sprach explizit von der Notwendigkeit zur Vertreibung der Juden aus Thrakien. Dem stark antisemitisch geprägten Report lagen zwei ebenfalls aufschlussreiche Karten bei. Eine zeigte die Route von Talis erster Reise durch sein Amtsgebiet im Mai/Juni 1934, die andere enthielt eine Einteilung seines Generalinspektorats gemäß dem Mitte Juni 1934 erlassenen „Ansiedlungsgesetz“. Es kann daher kaum ein Zweifel daran bestehen, dass die Unruhen nicht nur mit Billigung, sondern sogar auf Anregung der türkischen Führung aus militärstrategischen Überlegungen heraus stattfanden. Dabei wird die antisemitische Einstellung Talis wesentlich dazu beigetragen haben, dass die Aggressionen in erster Linie gegen Juden und nicht generell gegen die damals als politisch unzuverlässig eingestuften nicht-muslimischen Minderheiten gerichtet waren.“